# Sundbybergs gård

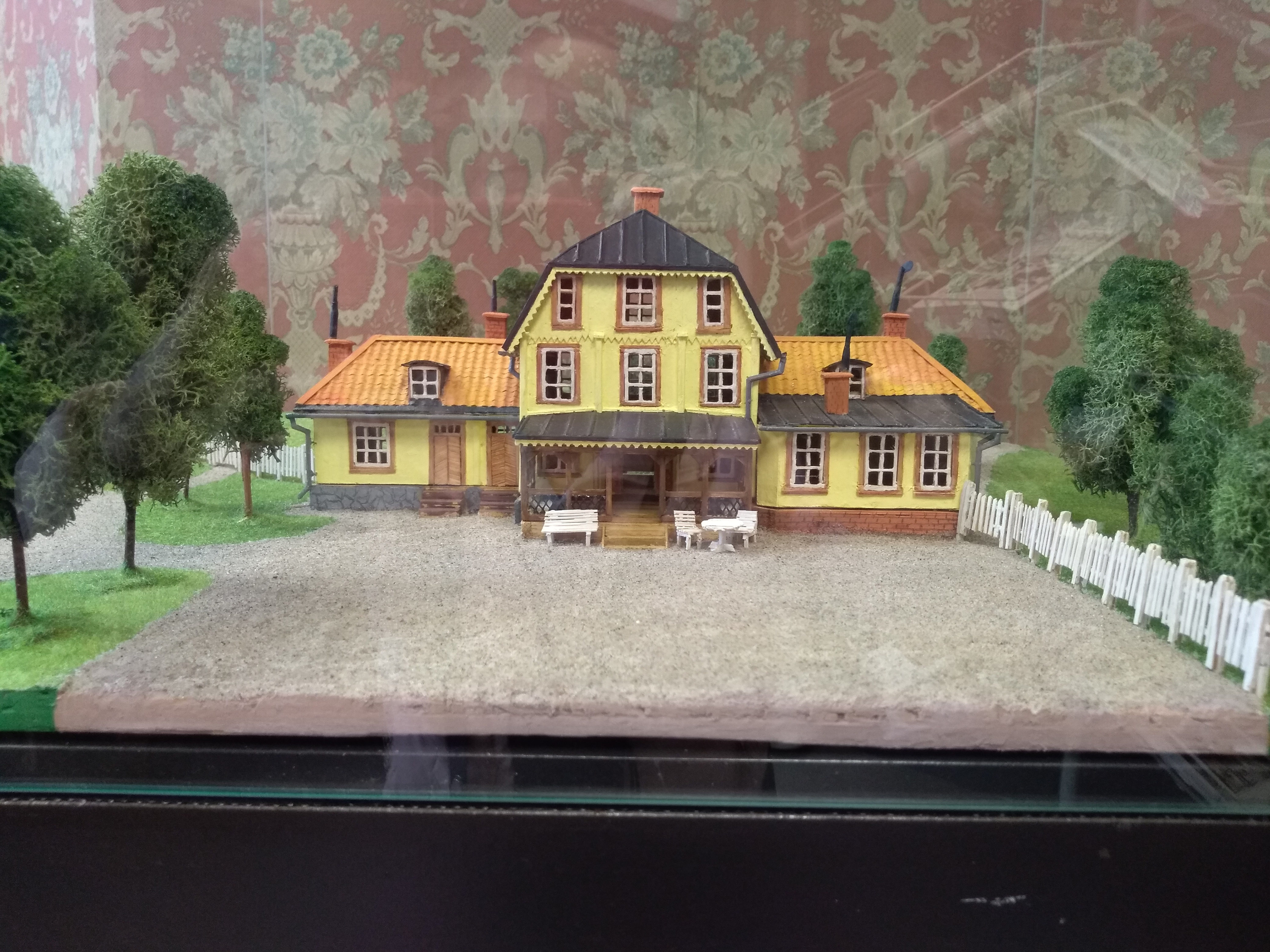
Sundbybergs gård, modell på Sundbybergs museum. Modellen är utförd av Rune Svensson efter skalenliga ritningar från Sundbybergs museum och Nordiska museet.

Sundbybergs gård var en gård som låg i nuvarande Centrala Sundbyberg på mark där senare Marabou chokladfabrik kom att byggas. Gården hette innan år 1775 Sundby gård.
Gården byggdes 1775 av Zacharias Strandberg och bestod av en timrad, brädpanelad huvudbyggnad i tre våningar, med en flygelbyggnad på var sida, tillbyggda 1788. Sundbybergs gård revs 1935 till förmån för chokladfabriken Marabous nya kontorshus och nya laboratoriebyggnad belägen i nuvarande Marabouparken. Marabouparken ligger på Löfströmsvägen 8 i Sundbyberg. Parken har en samling på 16 skulpturer samt en konsthall, Marabouparkens konsthall.
Det som idag är Marabouparken var ursprungligen parken som tillhörde Sundbybergs gård, men då Marabou förvärvade tomten 1916 kom parken att förfalla. Den gamla Sundby gård hade byggts på en äldre grund år 1785. I samband med att man ansökte om rivningstillstånd för den gamla gården ställdes krav från kommunledningen att parken skulle återställas samt för evigt upplåtas till Sundbybergsborna för rekreation. 

## Historia

### Gamla anor
Gården, där senare den nya staden växte upp, hade mycket gamla anor och den finns omnämnd första gången i skrift 1327. Gården var en frälsegård och ägdes omväxlande av kyrkan och staten. Den medeltida betydelsen för frälse var att gården var skattebefriad, alltså frälst från skatt. Det reglerade, världsliga svenska frälset infördes av kung Magnus Ladulås med Alsnö stadga vid Alsnö hus år 1280. Frälsets jordegendomar kallades frälsegårdar eller frälsegods. Den ursprungliga betydelsen är helt enkelt en fri man, den som inte är någons träl.

### Tre gårdar, värdshus, kvarn och tegelbruk

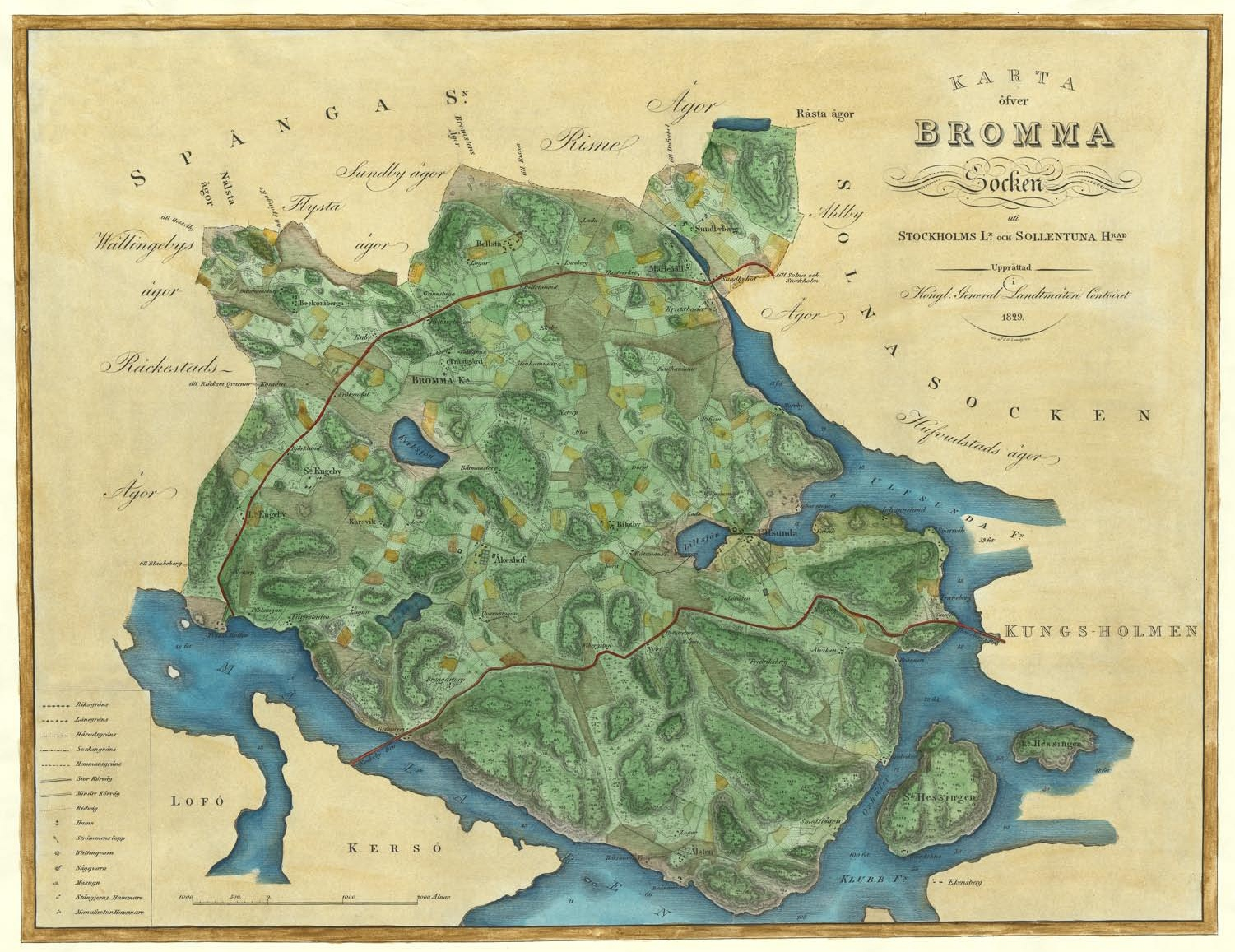
Kongl. General Landtmäteri Contoirets karta över Bromma socken från 1829. Församlingen har medeltida ursprung. 1 maj 1909 utbröts Sundbybergs församling. Församlingen utgjorde till 1 maj 1909 ett eget pastorat för att därefter till 1 maj 1916 vara moderförsamling i pastoratet Bromma och Sundbyberg, för att därefter åter utgöra ett eget pastorat.

Ursprungligen bestod gården av tre gårdar, Västergården, Mellangården och Östergården. Till gården hörde också Sundbybergs Värdshus beläget vid Bällsta Bro, kvarn, tegelbruk och många andra byggnader. På 1829 års Bromma-karta heter värdshuset Sundbyhof. Redan år 1690 hade en träbro vid Bällstavikens smalaste del anlagts över Bällstaån mellan Sundbyberg och Mariehäll. Bällsta bro byggdes som en länk mot Drottningholms slott vid Sundbyberg. Från Bällsta bro gick vägen mot Drottningholm och Bromma till det färjeläge som fanns vid Tyska botten. År 1787 togs emellertid en ny färdväg till Drottningholm i bruk.

### Stadsläkaren Zacharias Strandberg

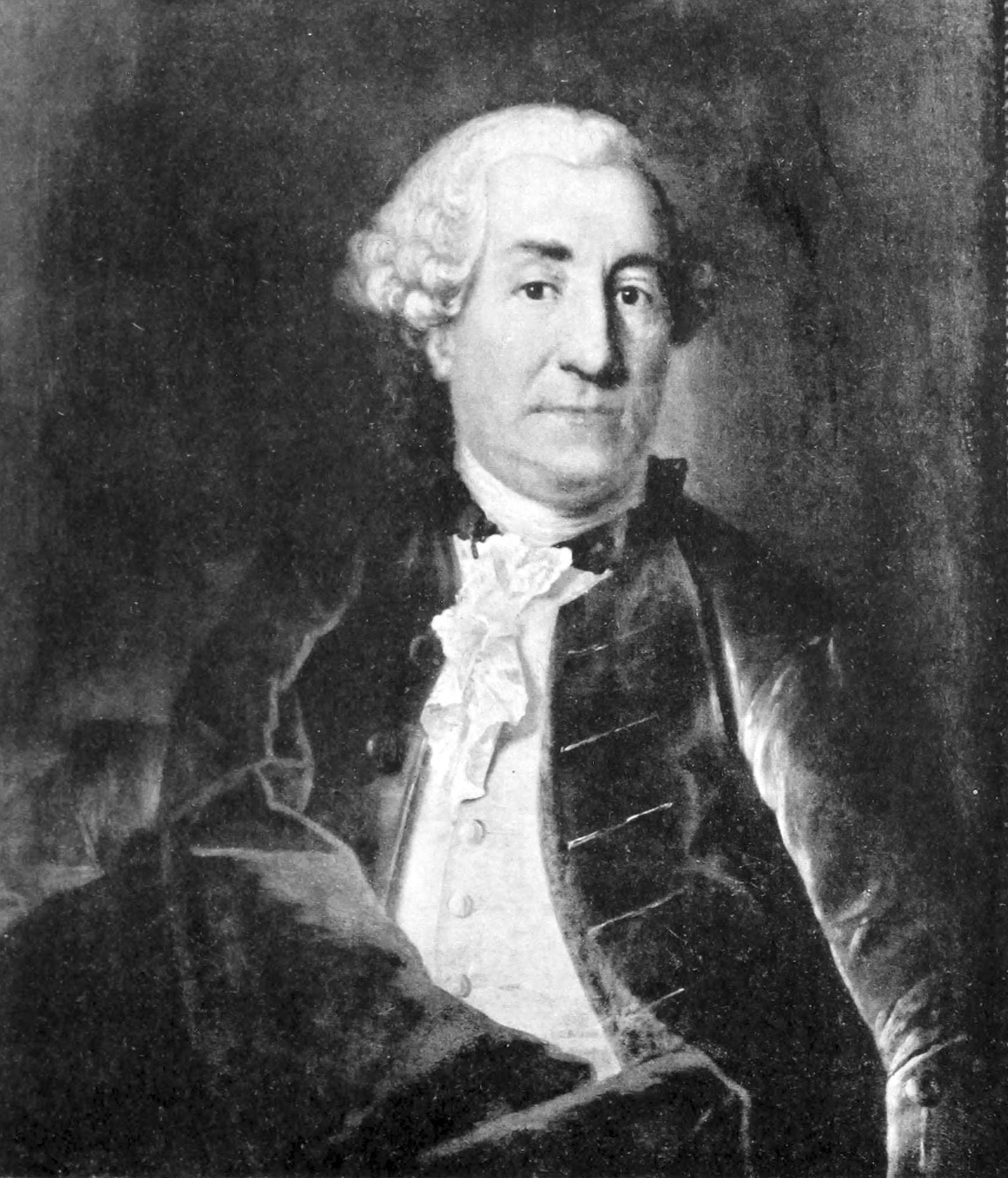
Zacharias Strandberg (1712-1792). Oljemålning.

År 1764 köpte stadsläkaren Zacharias Strandberg (1712-1792) de tre gårdarna med mark i Sundby och år 1775 slogs alla gårdar formellt ihop efter ansökan hos Stockholms rådhusmagistrat. Namnet Sundby är känt sedan 1312. Gårdsnamnet Sundhby omtalas i källor från 1347. Förleden Sund antas syfta på ett historiskt sund beläget vid Bällstaåns mynning. Namnet Sundbyberg har sedan 1700-talet använts på ett område vid det gamla Sundby, som då tillhörde Bromma. Ordet sund syftar på Bällstaån, vars vatten förr stod högre. I forntiden bildade de inre delarna av Bällstaviken ett sund, som gick ända in mot nuvarande Tensta och Hjulsta. Bällstavikens yttre del delas mellan Stockholms och Solna kommuner och den inre delen mellan Stockholm och Sundbyberg. Under slutet av 1700-talet lades de tre hemmanen på platsen samman till ett säteri. Sundby gårds ägare Zacharias Johan Strandberg ändrade 1775 gårdsnamnet Sundby gård till Sundbybergs gård. Fortsättningsvis blir namnet Sundbyberg för att slippa förväxlas med de många andra Sundby, såsom till exempel Sundby, en stadsdel i "Gamla Spånga" eller Sundby gård, ett tidigare säteri i Huddinge socken i Stockholmstrakten. 
1775 byggde Zacharias Strandberg den större gårdsbyggnaden, som vi idag förknippar med Sundbybergs gård. Gårdens utseende förblev i stort sett konstant genom tiderna. Gården bestod av en timrad, brädpanelad huvudbyggnad i tre våningar, med en flygelbyggnad på var sida, tillbyggda 1788. Västgården, Östergården och Södergården hade då mer än 200-åriga anor, då Sundby gårdar länge var omtyckta sommarställen för ämbetsmän i Stockholm och för tjänstefolk vid hovet i Stockholm. Zacharias Strandberg hade för avsikt att sommartid själv bebo den nya byggnaden.

### Sommarbostad
Efter Strandbergs tid kom Sundbybergs gård att ägas av flera, helt olika personer. De var ur det högre borgerskapet eller adelsklassen. I första hand var gården även i fortsättningen sommarbostad. Adelns privilegier att äga säterier upphävdes 1810. Efter flera olika ägare köptes gården 1813 av gelbgjutareåldermannen Johan Wibom (1779-1841). Johan Wibom köpte några år senare, våren 1817 Huvudsta gård i nuvarande Solna kommun vid norra sidan Ulvsundasjön och samma år, 1817, sålde han Sundbybergs gård till lagmannen Johan Peter af Billbergh (1776-1850).
År 1818 byggde Johan Peter af Billbergh till ett brännvinsbränneri och en väderkvarn. År 1825 köpte guldslagareåldermannen Carl Fredric Wolffram (1783-1849) Sundbybergs gård. Han var den förste att driva gårdens ägor med en rättare, det vill säga med en ledare för gårdens anställda. I fortsättningen blev denna praxis gällande.
Från år 1836 kom betydligt mera långvariga ägare av Sundbybergs gård. Officeren och friherren Georg Fleetwood (1806-1878) gifte sig med Wolfframs dotter Carolina och övertog gården. Georg Fleetwood och Carolina Wolfframs dotter Agnes Fleetwood föddes 13 maj 1849 i Sundbyberg och avled 28 april 1905 i Stockholm. Georg Fleetwoods intresse för historiska föremål och vapen ledde till, att han började samla arkeologiska och andra äldre föremål i nordöstra flygeln av Sundbybergs gård. Fleetwood fick till en privat samling på cirka 500 föremål och därmed var grunden till det blivande Sundbybergs museum lagd. Georg Fleetwood blev till slut överste. Då han år 1854 blev intendent för Kungliga Livrustkammaren, kom han att bo mera sällan på Sundbybergs gård.

### Anders Petter Löfström ägare till gården 1869-1909

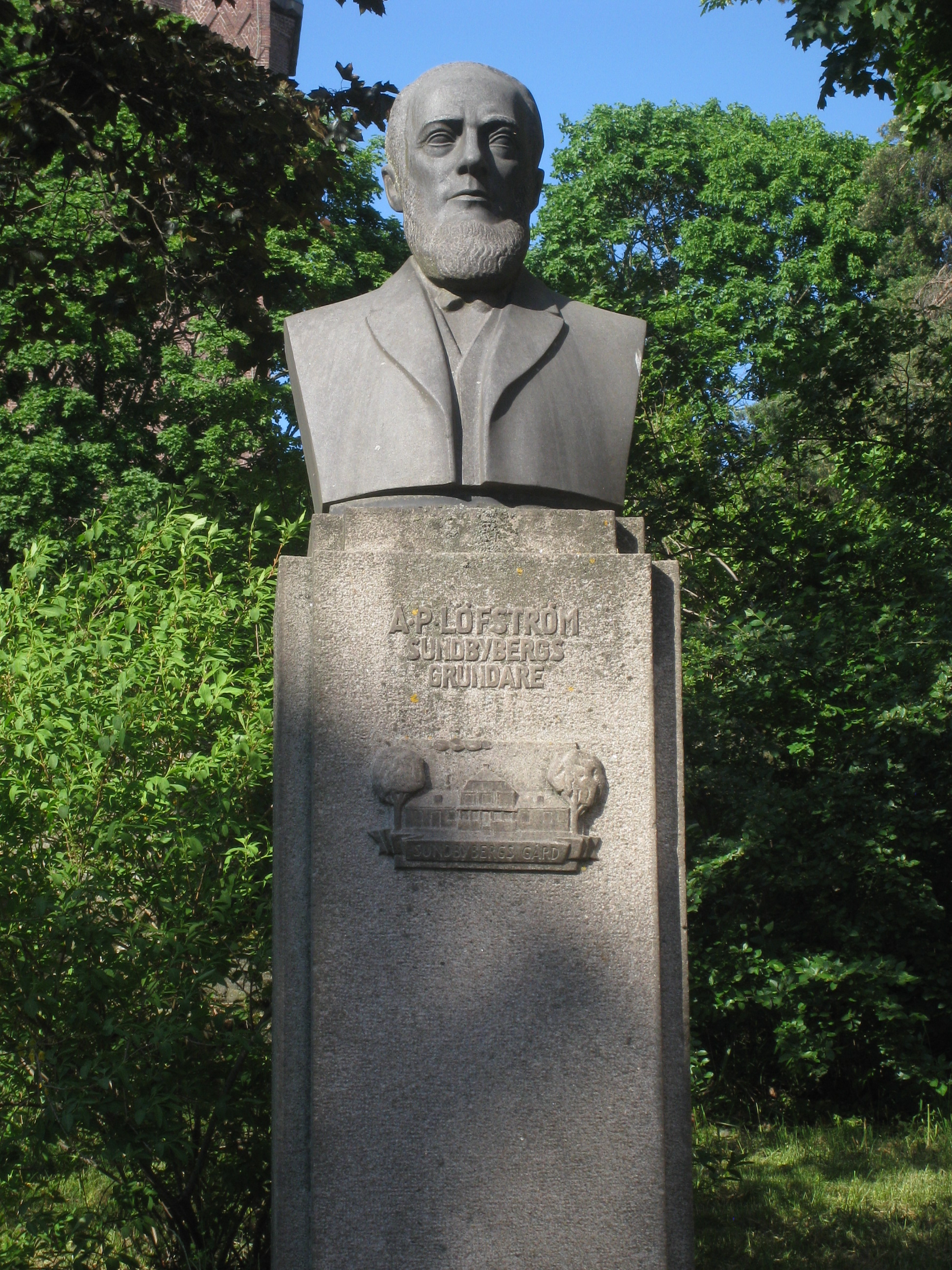
Byst över Anders Petter Löfström av skulptören Carl Fagerberg i Sundbyberg. Anders Petter Löfström, som var Sundbybergs grundare, "blickar ut över Esplanaden". Bysten utfördes 1944 och är skulpterad i svart granit, diabas, och står på en höjd i Tornparken i Sundbyberg sedan 1946.

Det var gårdens siste egentliga ägare, Anders Petter Löfström (1831-1909), som blev länken mellan bondeepoken och det industriella tidevarvet. Han var lantman och politiker och han var grundare av Sundbybergs köping 1888 som 1927 blev Sundbybergs stad.
År 1869 köpte Anders Petter Löfström Sundbybergs gård med dess marker med Duvbo, Dufvebols gård av Georg Fleetwood för 75000 kronor att avbetalas på tolv år. Duvbo, som 1903 blev Duvbo municipalsamhälle, överfördes 1949 till Sundbybergs stad. Löfström var entreprenör av klass med många goda kontakter, precis som frun Emma Sophia som han gifte sig med 1856. Han var välutbildad mångsysslare med känsla för vad som rörde sig i tiden. Han insåg att Sundbybergs Gårds marker som jordbruk inte hade framtiden för sig. Hans vision var att skapa en stad. Han ordnade så att järnvägen mellan Stockholm och Västerås kom hit 1876. Han sålde vid denna tid av mark till industrietableringar, bland annat till tidiga köparna arkitekten och husförsäljaren Frans Lindskog och industrialistbröderna Sievert, Max Sievert och Ernst Sievert med Max i tidig spets, samt tomter för handel och bostäder. 1888 grundades AB Sieverts Kabelverk. Anders Petter Löfström blev stor godsägare med flera gårdar här i trakten och med flera egendomar över hela landet. År 1888 omvandlades Sundbybergs gård, en egendom som då tillhörde Anders Petter Löfström, till förorten Sundbyberg. Löfström hade gift sig 1856 och med sin familj flyttat 1862 till Mariehäll i Bromma, som han hade köpt samma år. Han arrenderade Sundbybergs gård med Duvbo från år 1864 och 1869 köpte han Sundbybergs gård med Duvbo.
Löfström medverkade till att järnvägen mellan Stockholm och Västerås kom att dras genom Sundbyberg. Redan 1870 började Löfström sälja tomter, för såväl industri som husbyggnation, och en tätort växte upp omkring Sundbybergs station.

### Gården revs 1936
Sundbybergs gård revs 1936 och gav plats åt chokladfabriken Marabous nya laboratoriebyggnad belägen i nuvarande Marabouparken. En förutsättning för rivningstillstånd var att Marabou förband sig att återställa gårdens park samt för alltid ge sundbybergarna tillgång till parken. Detta med anledning av gårdens tidigare ägare och stadens grundares uttalade engagemang samt krav på öppna platser, ett offentligt rum, för rekreation och glädje. På Esplanadens sluttning mot Tornparken står en byst av Löfström i diabas av Carl Fagerberg och donerad av Sundbybergs stad 1946.
Löfström fick 2010 en gata i Sundbyberg uppkallad efter sig: Löfströms allé (tidigare Allén). Sedan tidigare finns Löfströmsvägen, den väg som går från Allén ner mot Bällstaån utefter parken.